# Hayward Field
Hayward Field é um histórico estádio de atletismo no noroeste dos Estados Unidos, situado no campus da Universidade do Oregon, em Eugene, estado do Oregon. Com mais de um século de existência, ele é a casa das equipes de atletismo da universidade desde 1921 e também foi a casa do time de futebol americano da universidade entre 1919, quando foi construído com este propósito, até 1966.
Ele foi batizado em homenagem a Bill Hayward (1868–1947), técnico de atletismo e coordenador atlético geral da universidade de 1904 a 1947. Reformado e modernizado em 2004 e quase completamente reconstruído entre 2018 e 2020, Hayward é um dos únicos cinco estádios de atletismo norte-americanos classificados como Classe 1 pela World Athletics, o órgão máximo do esporte. Atualmente com capacidade para cerca de 30 000 espectadores quando expandido para grandes eventos, ele foi a sede de vários campeonatos nacionais de atletismo assim como das seletivas para sete Jogos Olímpicos, o último deles para Tóquio 2020, e do Campeonato Mundial Junior de Atletismo de 2014. Nele também é disputado anualmente o Prefontaine Classic, uma das etapas do circuito internacional de atletismo, a Diamond League.
Hayward Field foi a sede do Campeonato Mundial de Atletismo de 2022, antes programado para 2021 mas adiado por um ano devido à pandemia de covid-19.